# Ветровая нагрузка
Ветровая нагрузка — одно из климатических условных переменных воздействий на конструкции или их компоненты.

## Характеристики
Согласно пункту 6 СНиП 2.01.07-85 «Нагрузки и воздействия» ветровая нагрузка рассматривается как совокупность нормального давления, действующего на внешние поверхности конструкций сооружения или элемента; силы трения, направленной по касательной к поверхности конструкции, отнесенных к площади её вертикальной либо горизонтальной проекции; нормального давления, приложенного к внутренним поверхностям зданий с проницаемыми ограждающими конструкциями, открывающимися или постоянно открытыми проёмами.
В новой редакции СП 20.13330.2016 «Нагрузки и воздействия» к этому определению добавилась совокупность проекций внешних сил, обусловленных общим сопротивлением здания, и крутящий момент.
Ветровая нагрузка состоит в основном из эффектов давления и всасывания. Это происходит из-за распределения давления вокруг здания, которое подвергается воздействию потока ветра.
При проектировании зданий и сооружений расчёт ветровой нагрузки ведётся с учётом двух параметров — средней составляющей и пульсационной. При этом нагрузка определяется как сумма этих двух параметров.
Величина нагрузки зависит от нескольких факторов:
- скорости ветра;
- этажности здания;
- конструктивных особенностей (формы) дома[4].

С развитием компьютерных технологий появилась возможность моделирования ветровой нагрузки, например с помощью метода конечных элементов, применимого в первую очередь к грузоподъёмным установкам.